# Ralph Linton
Ralph Linton, född 1893, död 1953, var en amerikansk antropolog, professor vid University of Wisconsin 1929-1937, vid Columbia University 1937-1946 och vid Yale University 1946-1953. Linton levererade enastående bidrag i fysisk antropologi, arkeologi, psykologi och etnografi, och företog flera intensiva etnografiska fältstudier, bland annat på Marquesasöarna 1920-1921 och på Madagaskar 1925-1928. Med sina omfattande kunskaper och sin talang i att samordna resultat från olika discipliner bidrog Linton starkt till att forma den moderna amerikanska kulturantropologin. Av hans skrifter kan nämnas The Study of Man (1936), The Cultural Background of Personality (1945) och The Tree of Culture (1955).